# Vincent Martin Leonard
Vincent Martin Leonard (Pittsburgh, 11 dicembre 1908 – Pittsburgh, 28 agosto 1994) è stato un vescovo cattolico statunitense.

## Biografia
Vincent Martin Leonard nacque a Pittsburgh, in Pennsylvania, l'11 dicembre 1908 ed era uno dei nove figli di Francis Leonard (1865-1953) e Catherine, nata Dolan (1873–1932). Suo padre lavorava nelle acciaierie. Crebbe nel quartiere di Hill District.

### Formazione e ministero sacerdotale
Frequentò la scuola della parrocchia di Santa Brigida. Dopo essersi diplomato alla Duquesne University Preparatory School, studiò alla Duquesne University di Pittsburgh e poi al seminario "San Vincenzo" di Latrobe.
Il 16 giugno 1935 fu ordinato presbitero per la diocesi di Pittsburgh a Latrobe da monsignor Hugh Charles Boyle. In seguito fu assistente cappellano al Mercy Hospital dal 1935 al 1937; cappellano residente dell'Allegheny County Home e del Woodville State Hospital dal 1937 al 1950; vice-cancelliere vescovile dal 1950 al 1951, cancelliere vescovile dal 1951 al 1959; parroco della parrocchia di San Patrizio nello Strip District di Pittsburgh dal 1955 al 1957 e vicario generale dal 1959. Nel 1952 papa Pio XII lo nominò prelato domestico.

### Ministero episcopale
Il 28 febbraio 1964 papa Paolo VI lo nominò vescovo ausiliare di Pittsburgh e titolare di Arsacal. Ricevette l'ordinazione episcopale il 21 aprile successivo dal vescovo di Pittsburgh John Joseph Wright, co-consacranti il vescovo di Covington Richard Henry Ackerman e quello di Greensburg William Graham Connare. Come motto scelse l'espressione "That I may gain Christ".
Partecipò alla terza e alla quarta sessione del Concilio Vaticano II.
Fu anche parroco della parrocchia di San Filippo a Crafton dal 1967 al 1969.
Il 1º giugno 1969 papa Paolo VI lo nominò vescovo di Pittsburgh.
Durante il suo mandato, divenne uno dei primi vescovi negli Stati Uniti a pubblicare i bilanci della diocesi e istituì un sistema di due processi per consentire ai cattolici di appellarsi a qualsiasi decisione amministrativa che ritenevano essere in violazione del diritto canonico. Nel 1974 minacciò tre sacerdoti di un'azione disciplinare per aver dato la comunione in mano, quando questo non era ancora consentito negli Stati Uniti.
In seno alla Conferenza dei vescovi cattolici degli Stati Uniti fu membro del comitato per la vita e del comitato per gli affari sanitari.
Il 30 giugno 1983 papa Giovanni Paolo II accettò la sua rinuncia al governo pastorale della diocesi. Si dimise qualche mese prima dei 75 anni poiché malato di artrite.
Morì nella casa delle Piccole sorelle dei poveri a Pittsburgh il 28 agosto 1994 all'età di 85 anni per una polmonite. È sepolto nella tomba del clero del Calvary Cemetery nel quartiere Hazelwood di Pittsburgh.

## Genealogia episcopale
La genealogia episcopale è:
- Cardinale Scipione Rebiba
- Cardinale Giulio Antonio Santori
- Cardinale Girolamo Bernerio, O.P.
- Arcivescovo Galeazzo Sanvitale
- Cardinale Ludovico Ludovisi
- Cardinale Luigi Caetani
- Cardinale Ulderico Carpegna
- Cardinale Paluzzo Paluzzi Altieri degli Albertoni
- Papa Benedetto XIII
- Papa Benedetto XIV
- Cardinale Enrico Enriquez
- Arcivescovo Manuel Quintano Bonifaz
- Cardinale Buenaventura Córdoba Espinosa de la Cerda
- Cardinale Giuseppe Maria Doria Pamphilj
- Papa Pio VIII
- Papa Pio IX
- Cardinale Raffaele Monaco La Valletta
- Cardinale Francesco Satolli
- Cardinale William Henry O'Connell
- Cardinale Richard James Cushing
- Cardinale John Joseph Wright
- Vescovo Vincent Martin Leonard